# 约翰·邓肯
约翰·邓肯（英語：John Duncan，1872年2月24日—1948年9月17日）是一名英國陸軍军官，他也是上海防御部队的司令。

## 军人生涯
约翰·邓肯于1891年加入皇家苏格兰燧发枪团。1897年至1898年，他在英属印度西北边境服役，之后参加了第二次布尔战争。 
第一次世界大战期間，邓肯在加里波利半島服役。1916年出任第78步兵旅旅长，1917年出任馬其頓第22师司令。
1920年，他出任英國驻罗马武官；1923年，出任第54（东盎格鲁）步兵师司令。1927年至1928年，出任上海防御部队司令。1928年，约翰·邓肯退休。
1931年至1943年间，邓肯担任聖約翰救護機構首席专员。 1946年，他被授予聖約翰勳章。